# 桃頭島
桃頭島（とがしま）は、三重県尾鷲市行野浦にある、無人島である。

## 概要
本島は、尾鷲湾入口の南に位置する、半島部からおよそ250ｍ離れた沖合いに位置する、無人島である。周囲はおよそ1.8kmであり、面積はおよそ14haの大きさがある。島の最も高い場所では、166.7mの海抜高となっている。島の海岸部や内部に、自然性の高い植物群落が発達しており、特に内部の照葉樹林は、スダジイやコバンモチ、ホルトノキ、ヤマモガシ、トキワガキ、オガタマノキなどの、暖地性の常緑樹類が混生しており、本島は自然林に近い状態となっている。桃頭島は、1988年(昭和63年)11月29日に、市指定の史跡名勝記念物に指定されており、尾鷲市が本島を所有している。